# 扶餘語系
扶餘語系是一種假定存在的古代語系，約莫於公元前1世紀到公元5世紀左右在今日的朝鮮半島和中國東北南部通行。扶餘語族包括了濊貊、扶餘國、高句麗、東濊、沃沮、百濟等國家的語言，亦可能與日本語族相關連（Beckwith 2004）。不過，現時扶餘語族除了在某些史書留下少量語言紀錄痕跡以外，所知極少。這部份內容，包括有：
- 扶餘語族跟新羅的語言在部分用字方面的分別；
- 扶餘語族與靺鞨及通古斯語言的分別。

现今支持朝鲜语系的学者常把扶余语系列入朝鲜语系中，称为扶余语族（부여어족；扶余語族）。

## 分類
雖然扶餘語系的分類到現在仍然有爭議，但都不外乎以下兩種假設的其中一種，只是具體細節有差異：

### 白桂思假設
基於這種假設，有不少人嘗試把高句麗語、百濟語及現時的日本語系諸語聯繫在一起（Beckwith 2004）：在這種假設的前提下，大和族很可能是從扶餘而來，而扶餘人的語言隨着地域的分隔，慢慢演變成為高句麗語、百濟語及古代的日語。美国印地安那大学的白桂思（克里斯托佛·I·貝克威思，Christopher I. Beckwith）認為現時的日語仍然可以看到昔日的扶餘語的痕跡，而這一段日語及扶餘語系的連結最早於1907年為兩位日本學者所留意。白桂思嘗試透過約140個含有高句麗詞語的地方面來重新構建高句丽語的發音。他發現：高句麗語在文法構詞方面與日語相似，例如：属格-no及定语-si。他提出古代日本人和高句丽人的共同起源地可能是在面向渤海的辽東半島西部的濊貊族；之后这个人群的一支向东越海到达日本，而过了几百年后另一支则向东北迁徙，形成了高句丽人。只有这样才可能解释高句丽语和古代日本语的联系，因此扶餘語、高句丽语和日语远古时代很可能属于同源。他认为高句丽语、上古日语与阿尔泰语系差别极大，对于学术界一贯将二者划为阿尔泰语系的观点予以否定。不过，白桂思的这一的观点，遭到了很多的质疑。一些学者认为白桂思对古高句丽语言的处理和分析方法等被认为是错误的。

### 古朝鮮語系假設
前述的白桂思的观点，遭到了很多的质疑。一些学者认为白桂思对古高句丽语言的处理和分析方法等被认为是错误的。
有相當數量的語言學家認為：扶餘諸語只是古朝鮮語系的一個分支。持有這種看法的，包括有韓國的語言學家金芳汉及西方的亞歷山大·沃文與J·馬歇爾·昂格爾（J. Marshall Unger）。他們質疑前一種假設有關扶餘語及日語的聯繫，並強調有關研究的基礎都集中在朝鮮半島的中部，而那裡的語言並不能反映真實的扶餘諸語。從朝鮮半島的歷史來看，今日漢江流域一帶在三國時期一向都是兵家必争之地，所以當地的語言很可能混合了高句麗、百濟及新羅三個的影響，不能有效反映高句麗語的原貌。

## 扶餘語系的痕跡
從古代歷史文獻中，我們大致上可以一窺昔日扶餘諸語的點滴：
1. 後漢書/卷八十五（東夷列傳第七十五）：「挹婁，古肅慎之國也。 在夫餘東北千餘里，東濱大海，南與北沃沮接，不知其北所極。土地多山險。人形似夫餘，而言語各異。」[5]。
2. 在當年的扶餘國四周，有馬加、牛加、豬加、狗加、古鄒加等地，而當時的貴族的名字都帶有「加」字；另外，高句麗亦設有名為大加的官職。有人把這個“加”字與其後的“可汗”、阿哥相關連，但未有確切的證據支持。也有人說這加字來自漢字官字，亦不排除可能為「家」的音譯。
3. 另一說是扶餘人的語言與鮮卑相似。豆莫婁的語言同室韋、契丹。

## 參看
- 古朝鮮文字
- 扶餘
- 骑马民族征服王朝说
- 日韩同祖论

### 一般參考
- 2006. "The Ethnolinguistic History of the Early Korean Peninsula Region: Japanese-Koguryoic and Other Languages in the Koguryo, Paekche, and Silla Kingdoms." Journal of Inner and East Asian Studies, 2006, Vol. 2-2: 34-64.
- ?. . Altai Hakpo(阿爾泰學報). 2006, (16): 199–234.
- Alexander Vovin, 2005. "Koguryǒ and Paekche: Different Languages or Dialects of Old Korean?" Journal of Inner and East Asian Studies, 2005, Vol. 2-2: 108-140.
- Blažek, Václav. 2006. "Current progress in Altaic etymology." Linguistica Online, 30 January 2006
- Hong, Wontack.  (PDF). EAST ASIAN HISTORY: A KOREAN PERSPECTIVE. 2005, 1 (4)  [2009-05-10]. （原始内容存档 (PDF)于2020-11-28）.

## 外部連結
- A review of Beckwith 2007 （页面存档备份，存于）